# Lünendonk-Liste
Die Lünendonk-Listen sind Anbieterrankings der großen B2B-Dienstleistungssegmente. Erstellt werden diese Studien und Listen von Lünendonk & Hossenfelder, einem Beratungs- und Marktforschungsunternehmen mit Sitz in Mindelheim.

## Studien und Listen

Logo Lünendonk & Hossenfelder GmbH

Das Beratungsunternehmen bietet jährliche Erhebungen und Auswertungen (Studien) von Daten durch Anbieterumfragen auf den Märkten Digital & IT, Business Consulting, Audit & Tax, Real Estate Services, Personaldienstleistung und Weiterbildung (siehe Kategorien weiter unten). Der Fokus liegt dabei auf Dienstleistungsunternehmen.

### Rankings & Listen
Stand 2025 existieren die folgenden Listen und Rankings:
- Führende IT-Beratungs- und Systemintegrations-Unternehmen in Deutschland
- Führende IT-Service-Unternehmen in Deutschland
- Führende mittelständische IT-Beratungs- und Systemintegrations-Unternehmen in Deutschland
- Führende interne IT-Dienstleister in Deutschland
- Führende Anbieter von Digital Experience Services in Deutschland
- Führende Anbieter von Data & Analytics Services in Deutschland
- Führende Managementberatungs-Unternehmen in Deutschland
- Führende Wirtschaftsprüfungs- und Steuerberatungs-Gesellschaften in Deutschland
- Führende Facility-Service-Unternehmen in Deutschland
- Führende Facility Management Provider in der Schweiz
- Führende Facility-Service-Unternehmen in Österreich
- Führende Industrieservice-Unternehmen in Deutschland
- Führende Sicherheitsdienstleister in Deutschland
- Führende Zeitarbeitsunternehmen in Deutschland
- Führende Anbieter von IT Workforce Services in Deutschland
- Führende Anbieter von Rekrutierung, Einsatz und Steuerung von Freelancern in Deutschland

## Rezeption
Die Fachpresse berichtet regelmäßig über neue Ausgaben der Lünendonk-Listen. Unter anderem wurden die Listen vom Handelsblatt, der Wirtschaftswoche, Finance, der Computerwoche, IT-Business, Haufe Online, Heise Online, der Immobilien Zeitung, dem Facility Manager und der Zeitschrift für Unternehmensgeschichte zitiert. Die Listen dienen auch als Quelle für wirtschaftswissenschaftliche Arbeiten. Unter anderem wurden sie zum Thema Dienstleistungsmarketing von Heribert Meffert und Manfred Bruhn, zum Thema Internationalisierung von Unternehmensberatungen von Péter Horváth und zum Thema Managementberatung von Arnd Petmecky und Thomas Deelmann verwendet. Der Politikwissenschaftler und damalige Berliner Bürgermeister Walter Momper bezeichnete im Jahr 1999 die Lünendonk-IT-Liste als die „wohl bekannteste Ranking-Liste von IT-Unternehmen“.